# Vorvaňovec anarnak
Vorvaňovec anarnak (Hyperoodon ampullatus) je druh mořského savce z čeledi vorvaňovcovitých, který představuje jeden ze dvou druhů rodu Hyperoodon. Vyskytuje se pouze ve vodách severního Atlantiku od Kanárských ostrovů po Špicberky, Grónsko a východní pobřeží Kanady a severovýchodní část Spojených států. Jedná se o výborného potápěče, který se běžně potápí pro kořist do hloubek přesahujících 800 m.

## Výskyt
Vorvaňovci anarnakové se vyskytují pouze ve vodách severního Atlantiku. Na západě tvoří hranice areálu jejich přirozeného rozšíření pobřeží Severní Ameriky, kde se vyskytují od severních oblastí Kanady, kde začíná ledová pokrývka (pack ice), na jih přes Nové Skotsko po moře u severovýchodních států USA. Východní hranice areálu výskytu sahají od severu Skandinávie (Špicberky), pokračují na jih podél evropského pobřeží až ke Kanárským ostrovům.
Občas může dojít ke zbloudění anarnaků i do sladkých vod. Značnou mediální pozornost způsobilo zbloudění samice na řece Temži v roce 2006. Tato samice doplula až do Londýna, kde však nakonec uhynula, a to i přes snahy záchranářů o její odchyt a přemístění na širé moře. Zbloudilý jedinec byl pozorován i v Loch Linnhe v západním Skotsku.

## Popis

Porovnání anarnaka s člověkem

Samice vorvaňovce anarnaka dosahuje délky až 8,7 m, zatímco samec může dosáhnout až 11,2 m. Váha dospělého jedince se pohybuje kolem 7,5 tun. Čerstvě narozená mláďata měří kolem 3 m.
Vorvaňovec má válcovité tělo vřetenovitého tvaru. Typickým znakem druhu je výrazně oddělený rypec (tzv. zobák) od melounu (tukový polštář v přední horní části hlavy sloužící k echolokaci). Samice, samci i mláďata mívají pouze rudimentární (neprořezané) zuby; v horní i dolní čelisti se jich nachází kolem 10–20. Dospělí samci mají na konci dolní čelisti 2 kónické zuby, které mohou být poměrně výrazné (avšak ne vždy). Ploutve jsou krátké a zašpičatělé. Hřbetní ploutev je posazená na zadní části hřbetu, dosahuje výšky až 30 cm a je srpovitě zahnutá dozadu.
Barva těla je většinou hnědočerná, na břichu šedá až krémová. Tmavá barva s věkem světlá. Meloun a rypec jsou bílé až našedlé. Část populace má mezi melounem a rypcem šedý pruh. Jak vorvaňovci stárnou, objevují se na jejich těle čím dál tím větší množství jizev, především od žraločků brazilských.

Vybrané anatomické znaky vorvaňovce anarnaky
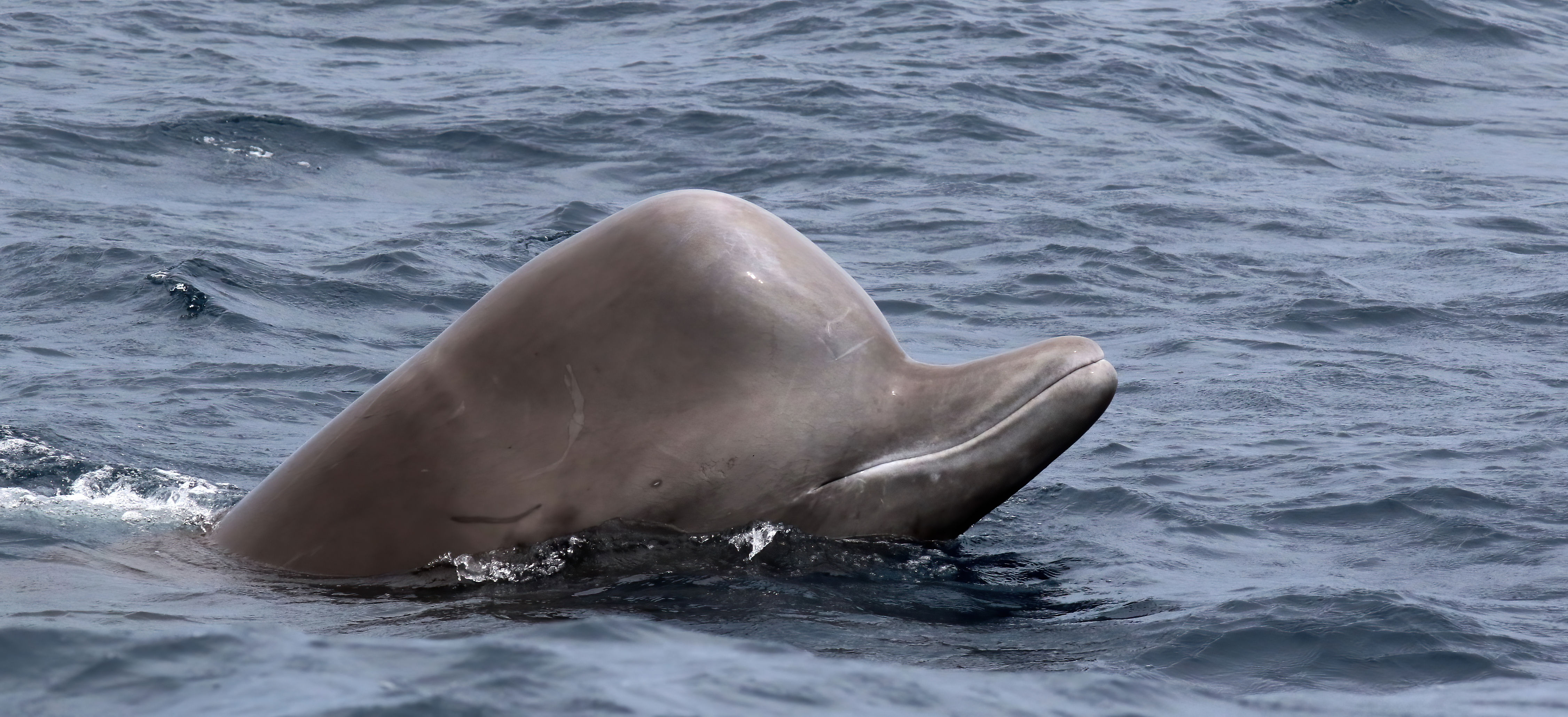
Hlava vorvaňovce anarnaka s výrazným prodlouženým rypcem (tzv. zobákem)
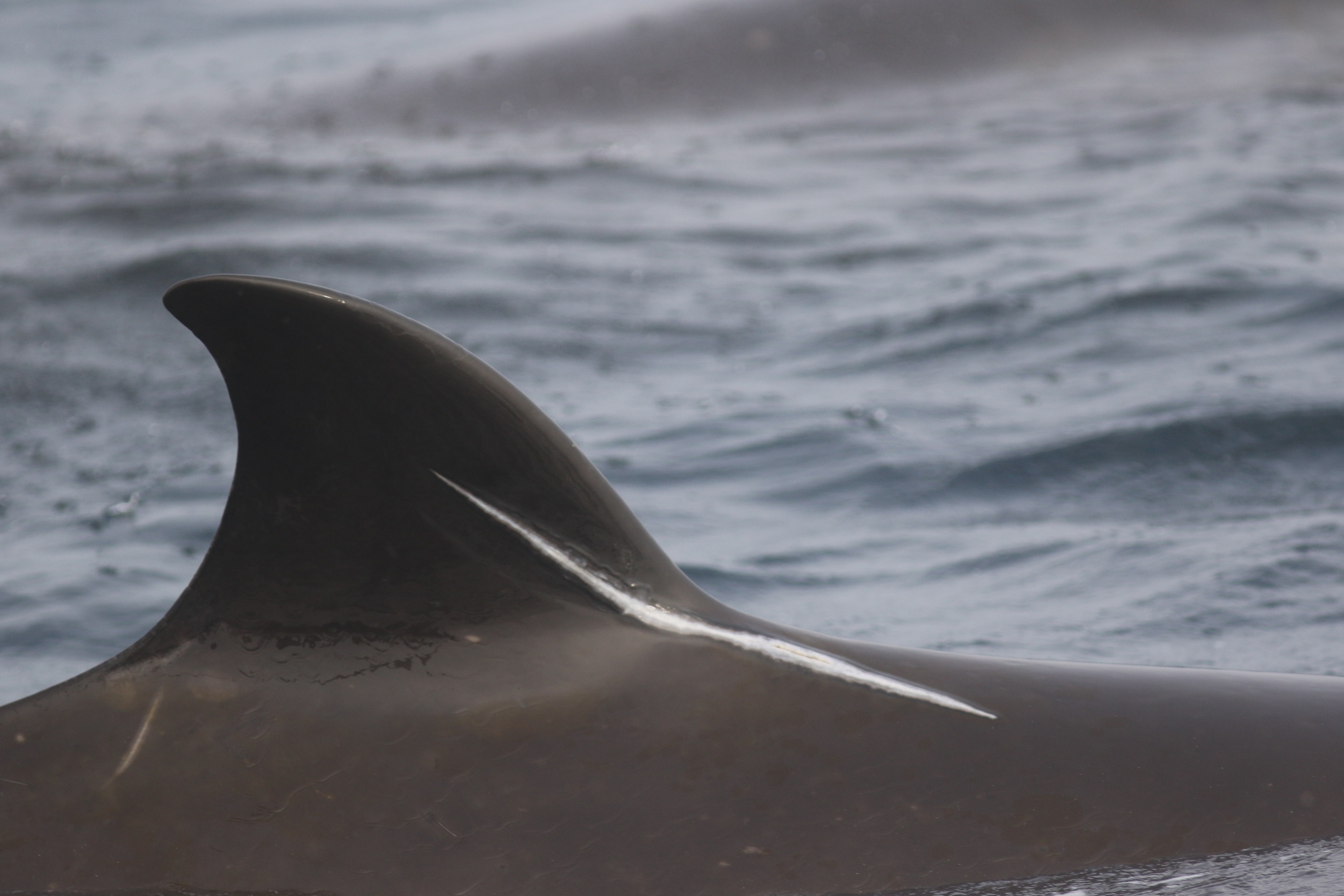
Hřbetní ploutev s patrnou jizvou; podobné znaky bývají používány k identifikaci jedinců i odhadu velikosti populace
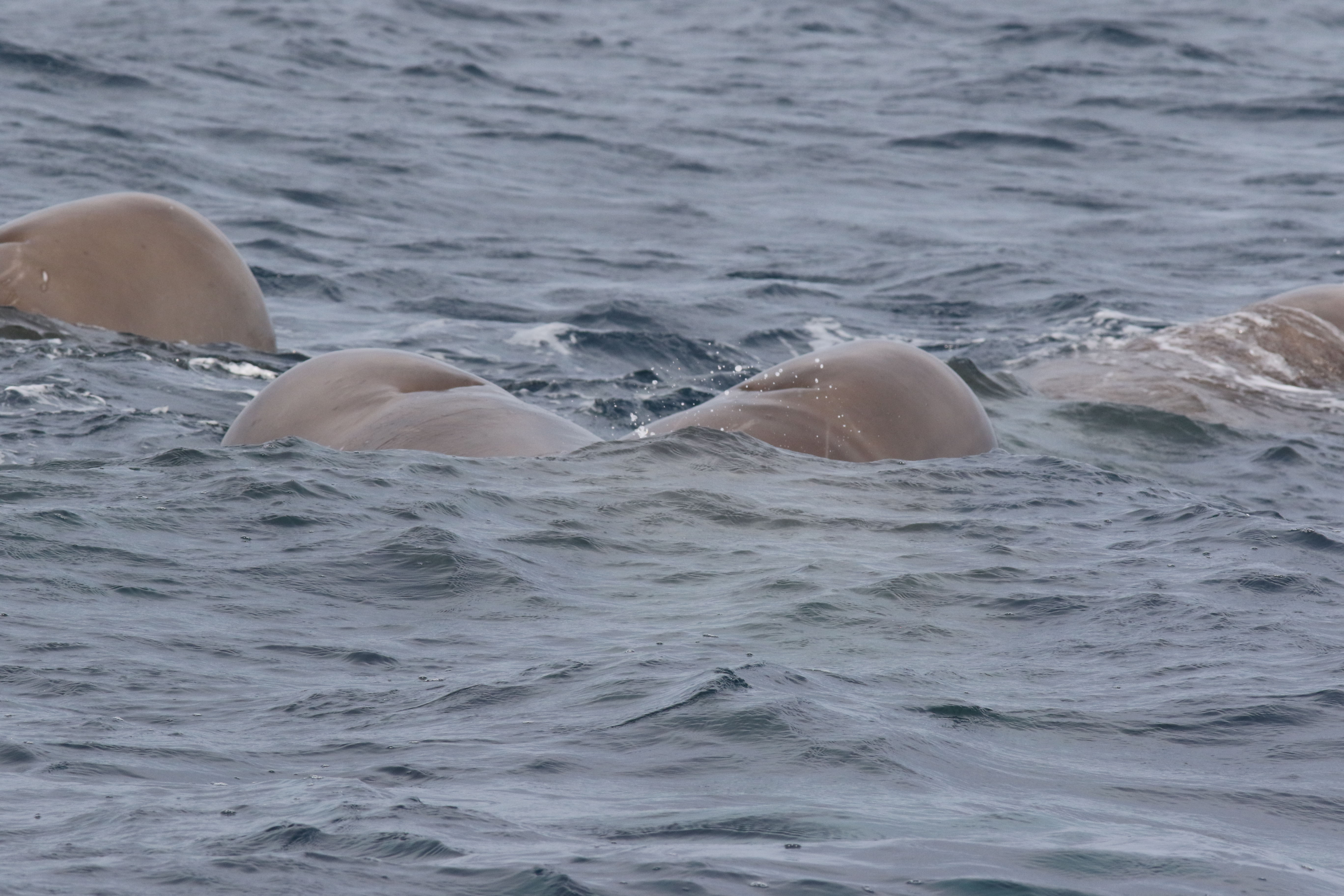
Skupina vorvaňovců anarnaků při socializování u Nového Skotska

## Biologie a chování

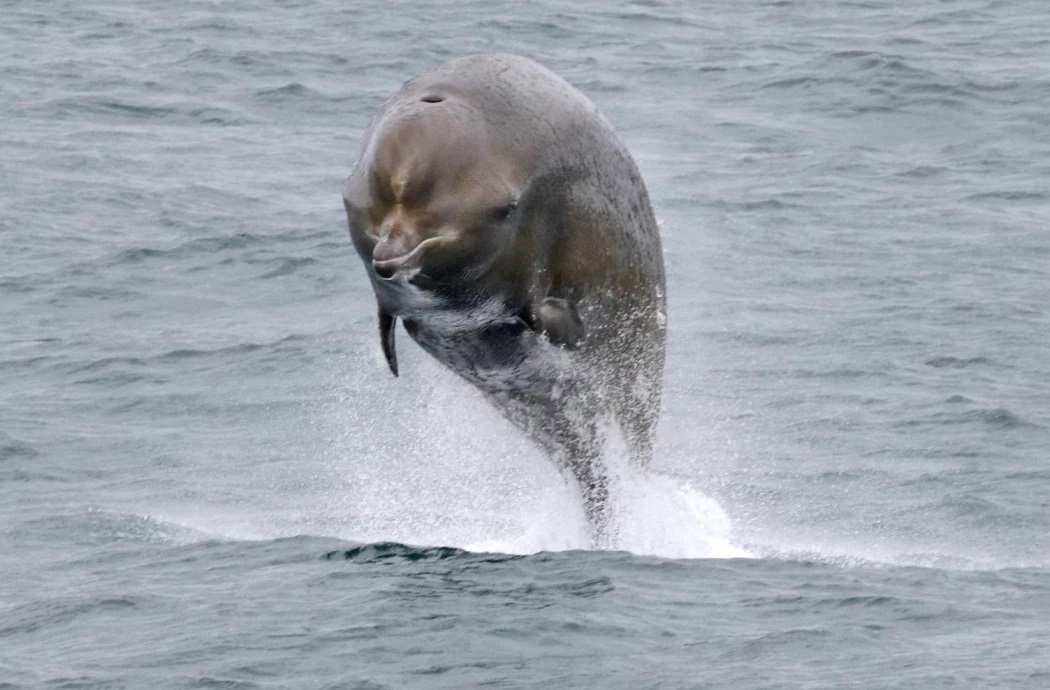
Vorvaňovec anarnaka při výskoku z vody

Anarnaci se sdružují ve skupinách o 4 až 20 jednotlivců. U těchto skupin může docházet k segregaci na základě pohlaví nebo věku; zvláště dospělí samci mohou tvořit dlouhotrvající přátelské svazky. U samců někdy dochází k bojůvkám, při kterých se samci přetlačují hlavami a rypci. Na rozdíl od některých jiných druhů kytovců jsou anarnaci značně krotcí a běžně se přibližují k lidským plavidlům i na velmi krátkou vzdálenost. Jedním z typických behaviorálních znaků druhu je to, že anarnaci zůstávají v těsné blízkosti zraněných jedinců téhož druhu. Toho v minulosti zneužívali lovci velryb, kteří po zranění jednoho anarnaka snadno pozabíjeli celou skupinu.
Doba říje nastává od dubna do června. Doba laktace je u anarnaků výrazně prodloužená, trvá 3–4 roky. To naznačuje, že anarnaci mají silné mateřské svazky a sociální struktura populace je značně komplexní. K pohlavní dospělosti dochází u samic kolem věku 9 let, u samců ještě o něco později. Dožívají se nejméně věku 37 let. K hlavním predátorům vorvaňovců anarnaků patří kosatky.
Hlavní potravou anarnaka jsou hlavonožci, především krakatice rodu Gonatus. Jídelníček doplňují rybami (např. sledi). Kořist nejčastěji loví při dně v hlubokých vodách nad 800 m. Typicky se potápí na dobu kolem 10 minut, jsou nicméně schopni zůstat pod vodou i mnohem déle. Mohou se potopit až do hloubky 2339 m a pod vodou mohou zůstat až 130 minut.

## Populace a ohrožení

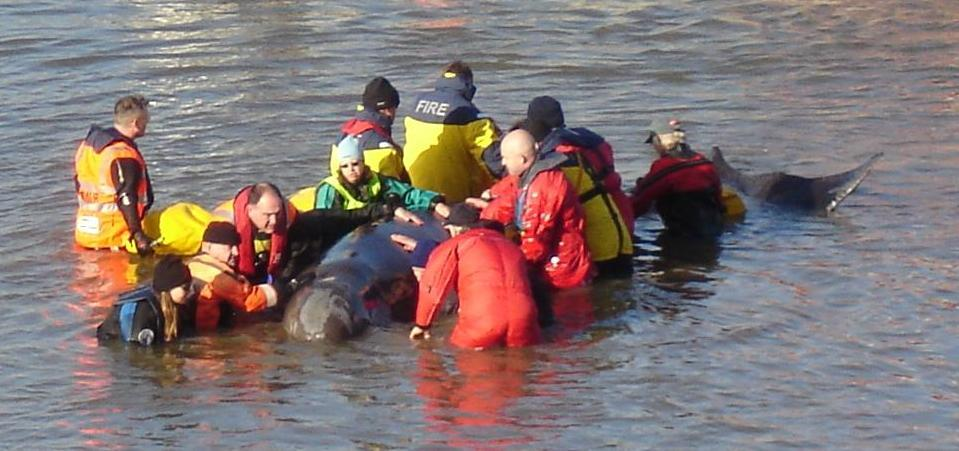
Ochránci snažící se zachránit vorvaňovce anarnaka, který zabloudil na řece Temži

Celkovou populaci duhu je velmi složité odhadnout – anarnaci tráví velkou část života pod vodou a jejich habitat tvoří povětšinou chladné oceánské vody s náročným podnebím. O celkové populaci tak existují pouze odhady, které se pohybují kolem nižších desítkách tisíc. Z důvodů neznámé přesné velikosti populace je tedy problematické určit i její populační trend. Ještě v roce 2008 hodnotil Mezinárodní svaz ochrany přírody (IUCN) populaci jako DD (data deficient, tzn. nedostatek dat). K roku 2021 IUCN hodnotil druh jako téměř ohrožený, nicméně přiznává, že populační trend je nejistý. Hlavním ohrožením populace je hlavně zvukové (sonické) znečištění jejich habitatu, a to především námořní vojenskou technikou. Menší ohrožení představují i nechtěné vedlejší úlovky (tzv. bycatch) při komerčním rybolovu.
Anarnaci byli v minulosti drasticky loveni velrybáři pro velrybí tuk, spermacet a později i pro maso, které se zpracovávalo jako potrava pro domácí mazlíčky. Před rokem 1880 se jejich celkový počet odhadoval na 90–130 tisíc, avšak během následujících cca 40 let byl jejich populace snížena na cca 42–30 tisíc. Jedná se však o hrubé odhady a přesná čísla mohou být ještě jiná. Anarnaci byli nejčastěji loveni norskými rybáři, dále Skoty, Islanďany, Faory a Kanaďany. Lov anarnaků sporadicky pokračoval i ve 2. polovině 20. století s významnějšími odlovy norskými rybáři v průběhu 60. a 70. let, načež se lov snížil na minimum. Komunity v západním Grónsku pokračují se sporadickými lovy anarnaků i ve 21. století v řádech jednotek kusů za rok. Na Faorských ostrovech k aktivnímu lovu anarnaků nedochází, nicméně anarnaci uvízlí na mělčině, kteří se nemohou vrátit do moře, jsou zabiti a zpracováni pro účely konzumace.